# Красный берилл
Красный берилл, или биксби́т (не путать с биксбиитом) — редкая разновидность берилла красного цвета. До недавнего времени этот камень был известен только коллекционерам.

## Название
Красный берилл также называли «биксбит» по имени обнаружившего его американского минералога Мейнарда Биксби. World Jewellery Confederation (англ. CIBJO) не использует это название, потому что его легко перепутать с биксбиитом.

## Внешний вид
По цвету схож с воробьевитом, но имеет крыжовниковый оттенок и содержит в несколько раз меньше цезия и лития. Устойчив при прокаливании до 1000 °C и при облучении.

## Месторождения
Красный берилл добывают исключительно в США, а именно в штате Юта в горах Вахо-Вахо (Вайлет Клаймс) и в штате Нью-Мексико. Самый крупный из огранённых камней весит не больше 10 карат.